# Tamim bin Hamad Al Thani

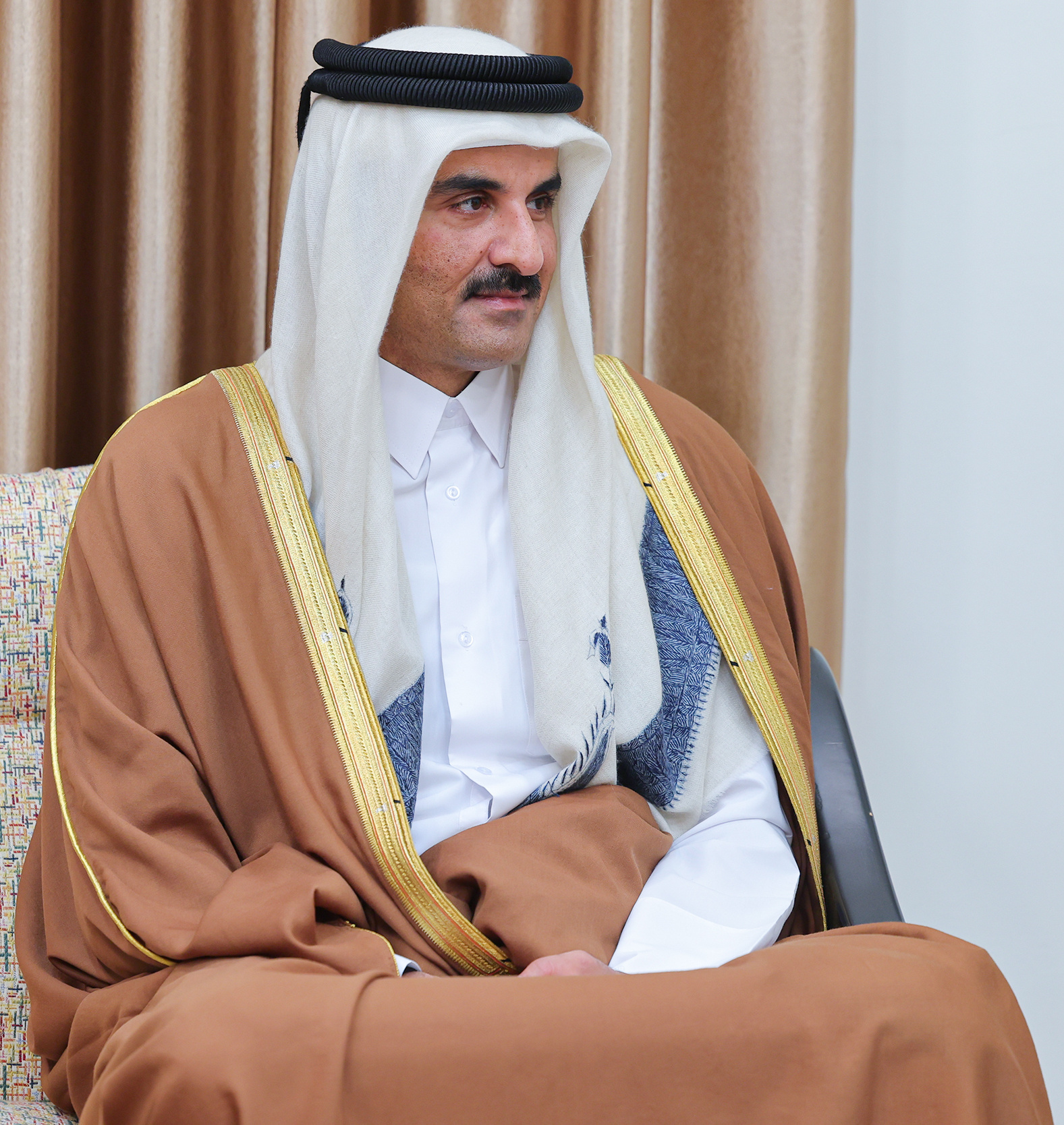
Tamim bin Hamad Al Thani (2025)

Scheich Tamim bin Hamad Al Thani (arabisch تميم بن حمد آل ثاني, DMG Tamīm b. Ḥamad Āl Ṯānī; * 3. Juni 1980 in Doha, Katar) ist seit 2013 als Emir von Katar das Staatsoberhaupt des Emirats Katar.

## Leben
Tamim wurde 1980 als vierter Sohn von Hamad bin Chalifa Al Thani und zweiter Sohn von Hamads zweiter Ehefrau Musa bint Nasser al-Missned geboren. Damit gehört er zur Herrscherfamilie Katars, den Al Thani. Er erhielt 1997 einen Schulabschluss von der Sherborne School in Großbritannien und machte 1998 seinen Abschluss an der Militärakademie Sandhurst. 2003 wurde er zum Nachfolger seines Vaters bestimmt. Er ist unter anderem Präsident des Nationalen Olympischen Komitees und Mitglied des IOC (seit 2002). Des Weiteren ist er Vorsitzender des Obersten Bildungsrates von Katar und in verantwortlichen Positionen in verschiedenen Organisationen Katars.
Am 25. Juni 2013 dankte sein Vater Hamad bin Chalifa Al Thani als Staatsoberhaupt ab. Damit wurde der zu diesem Zeitpunkt 33-jährige Kronprinz der jüngste Staatschef der arabischen Welt. Er ist zugleich Oberbefehlshaber der Streitkräfte Katars.
2007 verlieh ihm die United States Sports Academy in Daphne die Ehrendoktorwürde.

## Familie
Er ist mit drei Frauen verheiratet. Seine Ehefrauen sind seine Cousine 2. Grades Jawaher bint Hamad bin Suhaim Al Thani (verheiratet 2005), Anoud bint Mana al-Hajri (verheiratet 2009) und Noora bint Hathal ad-Dosari (verheiratet 2015). Er hat insgesamt dreizehn Kinder.

## Vermögen
Schätzungen aus dem Jahr 2017 belaufen sich auf etwa 1,76 Mrd. Euro. Er ist unter anderem Besitzer eines privaten Airbus A-340-500 (Kostenpunkt etwa 261,8 Mio. Dollar).